# ویدای بهشتی دم‌دراز
ویدای بهشتی دم‌دراز یا ویدای بهشتی شرقی (نام علمی: Vidua paradisaea) از خانواده نیلی‌مرغان از راسته گنجشک‌سانان است. آنها گنجشک‌سانان کوچکی هستند که نوک کوتاه و سفت دارند که در سراسر آفریقای جنوب صحرا یافت می‌شوند. آنها بیشتر دانه‌خوار هستند و از دانه‌هایی که رسیده و روی زمین می‌ریزند تغذیه می‌کنند. توانایی تشخیص نر و ماده بسیار دشوار است، مگر اینکه فصل تولیدمثل باشد. در طول این مدت، نرها به پوشش پرها به زادآوری تبدیل می‌شوند که در آن یک ویژگی متمایز دارند که دم بلندشان است. می‌تواند تا سه برابر بیشتر از بدن خود یا حتی بیشتر رشد کند. معمولاً ویداها در فصل غیر تولیدمثل شبیه گنجشک‌های معمولی با دم کوتاه هستند. افزون بر این، دورگه‌زایی می‌تواند با این ویداهای بهشتی رخ دهد. نرها می‌توانند آهنگ‌هایی را تقلید کنند که ماده‌ها می‌توانند از آن برای یافتن جفت خود استفاده کنند. با این حال، مواردی وجود دارد که ماه‌ها از آهنگ‌ها برای انتخاب همسر خود استفاده نمی‌کنند، اما از ویژگی‌های مردانه مانند پروبال استفاده می‌کنند یا ممکن است با تقلید آهنگ، گزینه‌های کمی داشته باشند. ویداهای بهشتی انگل‌های زادآوری هستند. آنها تخم‌هایی را که در اصل آنجا هستند از بین نمی‌برند، بلکه تخم‌های خود را در لانه پرندگان آوازخوان دیگر می‌گذارند. به‌طور کلی، این ویداها بر اساس فهرست سرخ IUCN از گونه‌های با کمترین نگرانی در نظر گرفته می‌شوند.
ویدای بهشتی دم‌دراز در چمنزارها، ساوانا و جنگل‌های بازیافت می‌شوند که در علفزارهای بوته‌ای پیرامون کشتزارها زندگی می‌کنند. بیشتر این ویداها از آبهای سطحی دور می‌مانند.

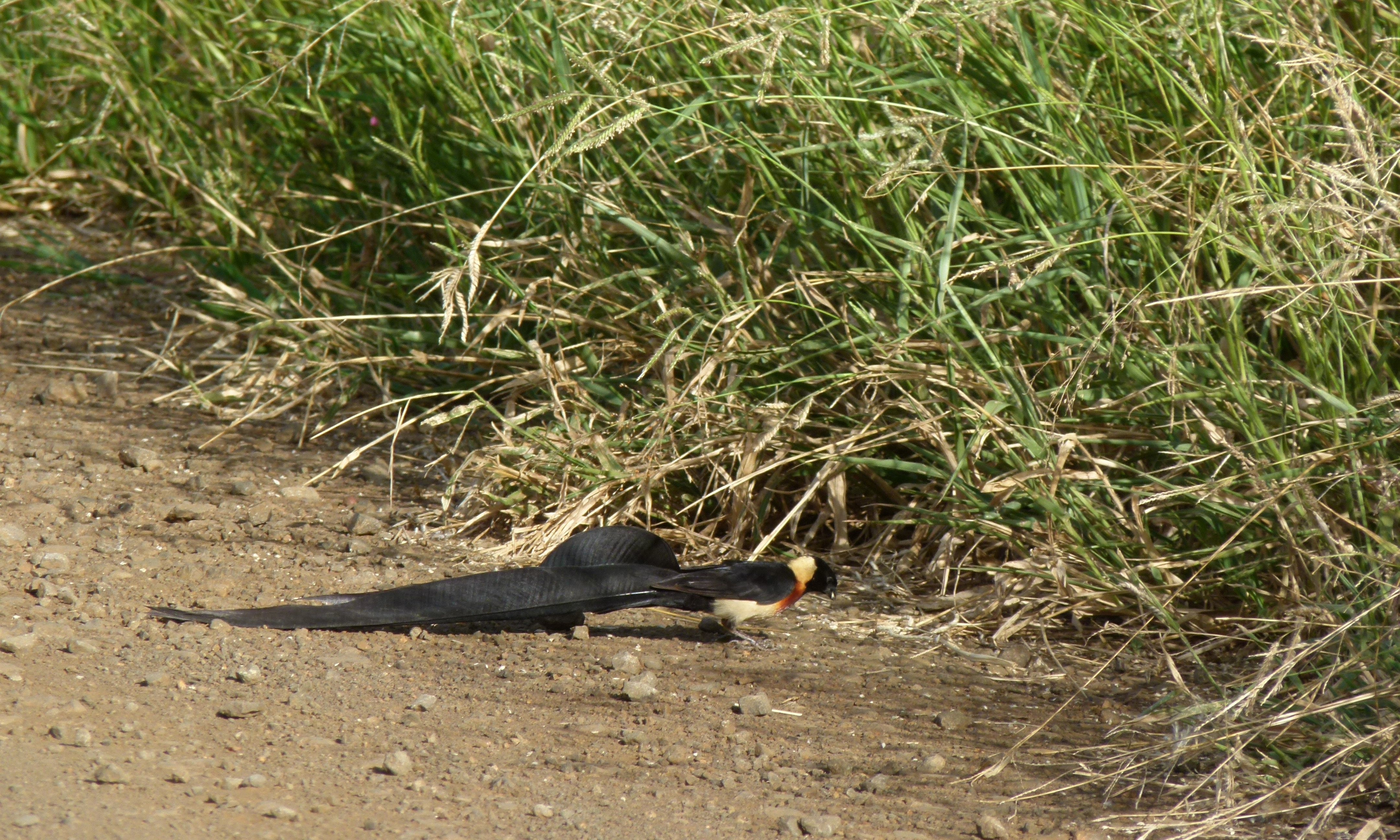
ویدای بهشتی دم‌دراز در حال جستجو برای یافتن دانه گیاهان روی زمین